# Jakupica
Jakupica (macedonio, Јакупица) es una cordillera en la parte central de Macedonia del Norte. Su pico culminante es el Solunska Glava (2.540 m s. n. m.). Otros picos destacados son: Karadzica (2,473 m), Popovo Brdo (2,380 m), Ostar Breg (2,365 m), Ubava (2,353 m), Ostar Vrv (2,275 m) y Dautica (2,178 m). 
El relieve está recorrido por numerosos arroyos de montaña, claros y rápidos. Amplias zonas están cubiertas por bosques de hayas, robles y coníferas. Hay también trazas obvias de glaciación primigenia. Hay una propuesta para que esta sierra, junto con los Montes Šar) se conviertan en un parque nacional. 
A esta cordillera se puede llegar con facilidad desde la capital del país, Skopie, o desde la ciudad de Veles y muchas localidades en la región.
En los días claros, desde el pico Solunska Glava, puede verse la ciudad de Tesalónica en Grecia, de ahí el nombre del pico (Solun que significa Tesalónica y Glava que significa "cabeza" en macedonio, la "Cabeza de Tesalónica").